# Gloriette kút

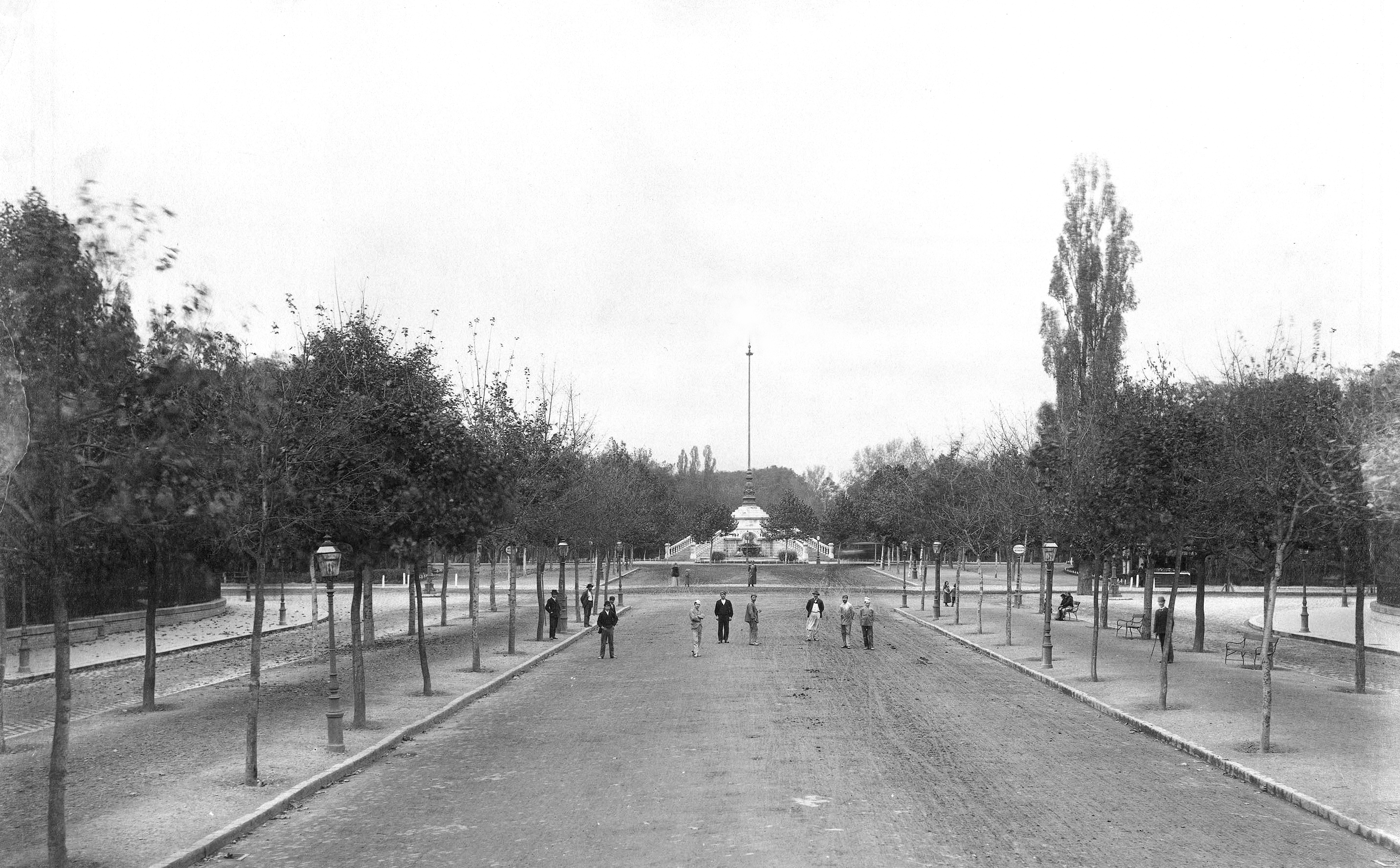
A Gloriette az 1890-es évek vége felé, Klösz György felvétele

A Gloriette kút artézi kút, majd díszkút volt a városligeti Hősök terén 1906 óta álló Millenniumi emlékmű helyén 1878-tól kezdve, amelyet két évtizeddel később felköltöztettek a Széchenyi-hegyre.

## Története

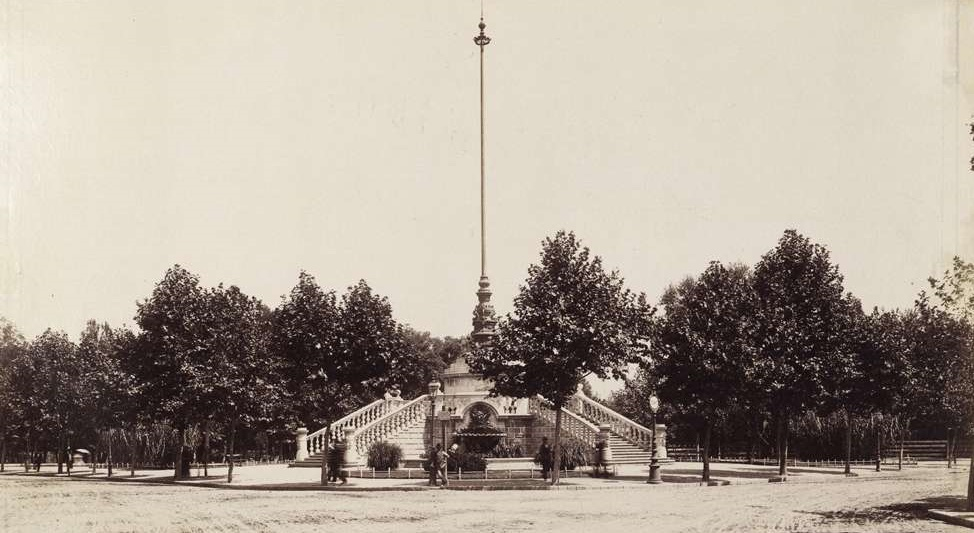
A Gloriette 1884-ben a Hősök terén

1868-ban Zsigmondy Vilmos bányamérnök kezdeményezésére Pest városa artézi kút fúrásába fogott a mai Hősök terén, a városligeti tó és az Aradi utca között, a tótól 30 ölnyi távolságra (kb. 60 m‑re). A 971 m‑es mély kút 1878-ban készült el (a hévizet 1877. június 4‑én érték el) — ez volt akkor Európa egyik legmélyebb fúrása, amiből napi 1200 m³ 73,8°C‑os víz tört fel. A kút fölé épített egyszerű bódét Zsigmondy „fúrháznak” nevezte.
1884-ben ezt lebontották, és helyette Ybl Miklós tervei alapján egy díszkutat építettek. A Gloriette nevű építmény 2,5 m magas, hatszögletű, balluszteres korláttal kerített terasz volt, amire két oldalról lépcső vezetett fel. A közepén egy 24 m magas zászlótartó rúd állt.

## Költöztetés
Az egykor Andrássy út végén álló Gloriette kutat az Millenniumi emlékmű építése miatt 1898-ban áttelepítették Budára, a XII. kerületi Széchenyi-hegyre.
A korabeli Pesti Hírlap így írt: „A csinos gloriettet, mely Ybl Miklós tervei szerint készült, most más helyen akarják fölállítani. Egyesek azt szeretnék, hogy az a népligetben állittassék föl. A svábhegyi lakosok azonban azt óhajtják, hogy a Széchenyi-hegy csúcsán helyezzék el s a zászlórúd jelezze a főváros legmagasabb pontját.” A Széchenyi-hegy csúcsán újra összerakott építmény később kilátóként szolgált, habár ma már a megnőtt fák miatt a kilátás erősen korlátozott, az örökzöldek miatt pedig télen is.

## Emléktábla
A régi kút mai helyén egy réztábla található, melyen ez áll: „E helyen fakasztott 74-c fokú, percenként 831 liter hozamú hőforrást tudományos vizsgálatai alapján végzett 971 méter mély fúrással 1878. I. 21‑én Zsigmondy Vilmos bányamérnök. E ma is működő forrás tette lehetővé a városligeti artézi fürdő létesítését. OMBKE 1968”

## További információ
- Széchenyi-emlék és -kilátó (műemlékem.hu)